# (5320) Lisbeth
(5320) Lisbeth est un astéroïde de la ceinture principale.

## Description
(5320) Lisbeth est un astéroïde de la ceinture principale. Il fut découvert le 14 novembre 1985 à Brorfelde par Karl A. Augustesen, Hans Jørn Fogh Olsen et Poul Jensen. Il présente une orbite caractérisée par un demi-grand axe de 3,15 UA, une excentricité de 0,15 et une inclinaison de 5,6° par rapport à l'écliptique.

## Compléments